# 反基督 (書籍)
《反基督》（德語：Der Antichrist，或譯敌基督）是德國哲學家尼采所著的一本哲學書籍，完成於1888年，但卻於1895年才出版。此書共有62節，
內容如書名所示，是一部批判基督教的作品。作者在此書中一再強調基督教是墮落的宗教、是災禍。
尼采指出基督教第一個基本觀念是“罪”——生理的和道德的罪。牧師和神父是生命價值的偽騙者，他們把自然的、本能的、以及原始的，均視為罪惡！但是牧師和神父卻稱卑怯的，無生氣，沒有血性的這些為美德。他們輕視驅體生命，而膜拜無聲無息的影子 (Bloodless Shadows)。這也是對人與生命的悲觀意念。
第二個基本觀念是“愛”。基督徒他們認為“愛是憐憫”，並將其視之為道德的普通原則。然而尼采批評說生命是戰鬥的，進取的。只有戰鬥和進取才能提昇生命，但是基督教所謂的愛卻違反這些自然的傾向。
第三個基本觀念為“遺棄世界”。尼采批評基督徒想從這世界中遁逃開，而乞求一個幻想的來世，為此而使我們忘記存在的責任。而這對大自然是一種忘恩負義的態度，尼采認為人類是大自然的產物，人類的腳踏在大自然的境地上，大自然要人類做一個鬥士，做一個創造者，但是基督教卻剝奪人類奮鬥的興趣以及創适的欲望，要人類成為虛構上帝的奴隸，而使人類放棄作為這個真實自己的主人。
尼采最後總結說基督教是奴隸道德的變形，它基於抗外在世界的“怨恨”上，並乞援於憐憫的賜予。

## 外部連結
- 尼釆 著: 上帝之死（反基督）志文出版社, 出版日：1993/02/17（页面存档备份，存于） ISBN 9789575450113